# Scotocyma legalis
Scotocyma legalis là một loài bướm đêm trong họ Geometridae.